# Emilie Gavois-Kahn
Emilie Gavois-Kahn (* 6. November 1978 in Paris) ist eine französische Theater- und Film-Schauspielerin.

## Biografie
Nach einem Studium an der Schauspielschule des Théâtre national de Chaillot absolvierte sie 2003 eine Ausbildung am Conservatoire national supérieur d’art dramatique in Paris.
Sie ist die Tochter der Schauspielerin Micheline Kahn und des Schauspielers Gilles Gavois.

## Film und Fernsehen (eine Auswahl)
- 2003: Swimming Pool
- 2006: Die Verlegerin und der Autor (Les ambitieux)
- 2008: Law & Order: Paris (Fernsehserie, 1 Folge)
- 2009: Coco Chanel – Der Beginn einer Leidenschaft (Coco avant Chanel)
- 2011: Mein liebster Alptraum (Mon pire cauchemar)
- 2012: Ziemlich dickste Freundinnen (Mince alors!)
- 2013: Diven im Ring (Les reines du ring)
- 2016: Arès – Der letzte seiner Art (Arès)
- 2016: Rastlos, Renée (Orpheline)
- 2017: Call My Agent! (Fernsehserie, 1 Folge)
- 2018: Krieg der Träume (Clash of Futures) (Doku-Fernsehserie)
- 2018: Profiling Paris (Profilage, Fernsehserie, 1 Folge)
- 2019: Engrenages (7. Staffel – Fernsehserie)
- 2020: The Last Journey (Le Dernier Voyage de Paul W.R.)
- 2021: Tokio bebt (Tokyo Shaking)
- seit 2021: Agatha Christie: Kleine Morde/Mörderische Spiele (3. Staffel – Fernsehserie)